# Miha Blažič
Miha Blažič (Koper, 8 de mayo de 1993) es un futbolista esloveno que juega de defensa en el Kalba F. C. de la UAE Pro League.

## Selección nacional
Es internacional con la selección de fútbol de Eslovenia desde 2018 cuando debutó en un amistoso contra la selección de fútbol de Montenegro el 2 de junio de 2018.

### Participaciones en Eurocopas
| Copa          | Sede     | Resultado        | Partidos | Goles |
| ------------- | -------- | ---------------- | -------- | ----- |
| Eurocopa 2024 | Alemania | Octavos de final | 0        | 0     |

## Clubes
| Club              | País                   | Año       |
| ----------------- | ---------------------- | --------- |
| F. C. Koper       | Eslovenia              | 2011-2015 |
| N. K. Domžale     | Eslovenia              | 2015-2017 |
| Ferencváros T. C. | Hungría                | 2017-2022 |
| Angers S. C. O.   | Francia                | 2022-2023 |
| Lech Poznań       | Polonia                | 2023-2024 |
| Kalba F. C.       | Emiratos Árabes Unidos | 2024-     |

## Palmarés

### Títulos nacionales
| Título              | Club              | País      | Año  |
| ------------------- | ----------------- | --------- | ---- |
| Copa de Eslovenia   | F. C. Koper       | Eslovenia | 2015 |
| Copa de Eslovenia   | N. K. Domžale     | Eslovenia | 2017 |
| Nemzeti Bajnokság I | Ferencváros T. C. | Hungría   | 2019 |
| Nemzeti Bajnokság I | Ferencváros T. C. | Hungría   | 2020 |
| Nemzeti Bajnokság I | Ferencváros T. C. | Hungría   | 2021 |
| Nemzeti Bajnokság I | Ferencváros T. C. | Hungría   | 2022 |
| Copa de Hungría     | Ferencváros T. C. | Hungría   | 2022 |